# 1 Logistieke Brigade
1 Logistieke Brigade (1 Logbrig) was een eenheid van de Nederlandse Koninklijke Landmacht die van 15 maart 2005 tot 5 februari 2009 belast was met de logistieke ondersteuning van alle grondgebonden operaties van de Koninklijke Landmacht. Naast deze taak ondersteunde 1 Logbrig ook de andere defensieonderdelen. Op 5 februari 2009 is de brigade samengevoegd met 101 Gevechtssteunbrigade tot het Operationeel Ondersteuningscommando Land (OOCL).
De brigade ondersteunde andere eenheden door middel van bevoorrading, transport, onderhoud en geneeskundige verzorging en was opgebouwd uit de volgende eenheden:
- Staf 1 Logistieke brigade in Apeldoorn;

- 100 Bevoorradings- en Transportbataljon;
- 200 Bevoorradings- en Transportbataljon;
- 310 Herstelcompagnie;
- 320 Herstelcompagnie;
- 330 Herstelcompagnie;
- 400 Geneeskundig Bataljon;[2]

## Geschiedenis
Eind jaren 90 werd er door de Koninklijke Landmacht een basisstudie Fysieke Distributie (FD) uitgevoerd. Aansluitend hierop werd in februari 2000 een projectteam FD opgericht dat de volgende opdracht kreeg:
"Ontwerp en beschrijf, uitgaande van een implementatie vanaf medio 2004, het FD-concept voor de ondersteuning van een brigade tijdens een 'Peace Enforcing' missie." 
Onder invloed van dit FD-concept wordt de logistiek binnen de Koninklijke Landmacht volledig gereorganiseerd en nagenoeg volledig geconcentreerd in de Divisie Logistiek Commando. Deze verandering zorgde ervoor dat in 2005 de divisie werd omgedoopt tot 1 Logbrig.
In de daarop volgende vier jaar hebben eenheden van 1 Logbrig deelgenomen aan diverse missies, waaronder:
- Stabilization Force Iraq (SFIR), Irak;[2]
- European Union Force (EUFOR) 4 & 5, Bosnië en Herzegovina;[4]
- International Security Assistance Force (ISAF), Afghanistan;[4]

Met het doel om in 2009 het aantal staven te verminderen wordt de brigade samengevoegd met 101 gevechtssteunbrigade tot het OOCL. Hiermee houdt 1 Logbrig op te bestaan.

## Het embleem
Het embleem van de brigade is opgebouwd uit het nummer 1 en de drie symbolen die de dienstvakken, welke zijn opgenomen in de brigade, vertegenwoordigen: 
- geneeskundige dienst (esculaapslang);
- materieeldienst (steeksleutel);
- bevoorrading & transport (sleutel).

Het embleem werd op 21 maart 2006 officieel in gebruik genomen.

## Commandanten
| van           | tot             | Rang            | Naam       |
| ------------- | --------------- | --------------- | ---------- |
| 15 maart 2005 | 14 juni 2007    | Brigadegeneraal | Rob Knol   |
| 14 juni 2007  | 5 februari 2009 | Brigadegeneraal | Jan Broeks |